# Venus Express
Venus Express (VEX) là sứ mệnh thăm dò Sao Kim đầu tiên của Cơ quan Vũ trụ châu Âu (ESA). Được phóng vào tháng 11 năm 2005, nó đến Sao Kim vào tháng 4 năm 2006. Được trang bị bảy dụng cụ khoa học, mục tiêu chính của sứ mệnh là quan sát lâu dài bầu khí quyển của Sao Kim. Việc quan sát trong khoảng thời gian dài như vậy chưa từng được thực hiện trong các sứ mệnh tới Sao Kim trước đây và là chìa khóa để hiểu rõ hơn về động lực học của khí quyển Sao Kim. ESA kết thúc nhiệm vụ vào tháng 12 năm 2014.